# Neomochtherus micrasiaticus
Neomochtherus micrasiaticus är en tvåvingeart som beskrevs av Tsacas 1968. Neomochtherus micrasiaticus ingår i släktet Neomochtherus och familjen rovflugor.
Artens utbredningsområde är Turkiet. Inga underarter finns listade i Catalogue of Life.